# Chaîne des Grigne
La chaîne des Grigne est un ensemble montagneux dans la province de Lecco, en Italie. Il sépare le lac de Lecco de la Valsassina. Son point culminant, à 2 409 mètres d'altitude, est la Grigna encore appelée Grignone ou Grigna septentrionale ; un autre sommet caractéristique de cette chaîne est la Grignetta (« petite Grigna ») ou Grigna méridionale, à 2 177 mètres d'altitude.

## Géographie

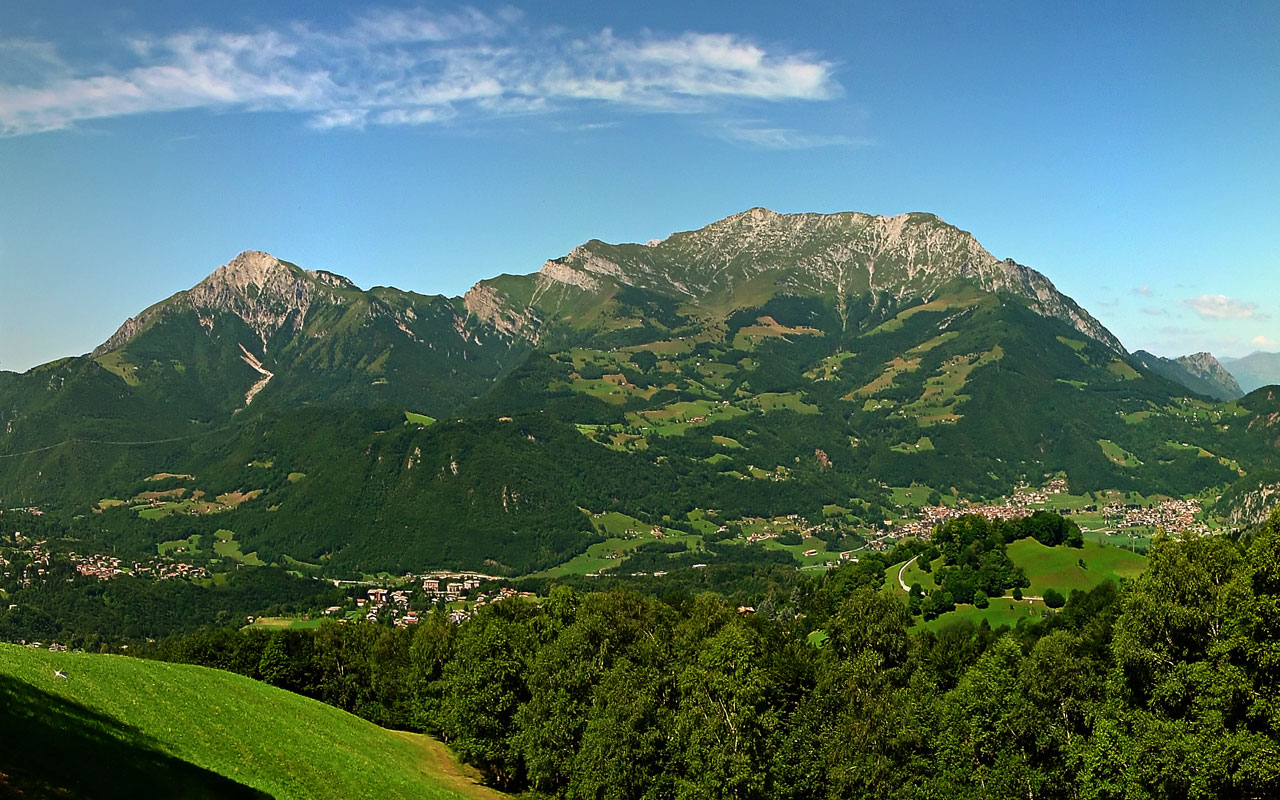
La Grigna (à droite) et la Grignetta vues depuis le versant de la Valsassina.

Le point culminant de la chaîne montagneuse, qui atteint 2 409 m d'altitude, est réputé pour son panorama qui résulte du relatif isolement de ce massif ; il embrasse l'arc alpin nord-occidental en totalité, l'Oberland bernois, le Cervin, et il est possible de voir le mont Rose entre la chaîne des sommets suisses et les chaînes de montagnes des confins du Triveneto. Par jour de grand vent, on peut même apercevoir le dôme de la cathédrale de Milan[réf. nécessaire].

### Sommets principaux

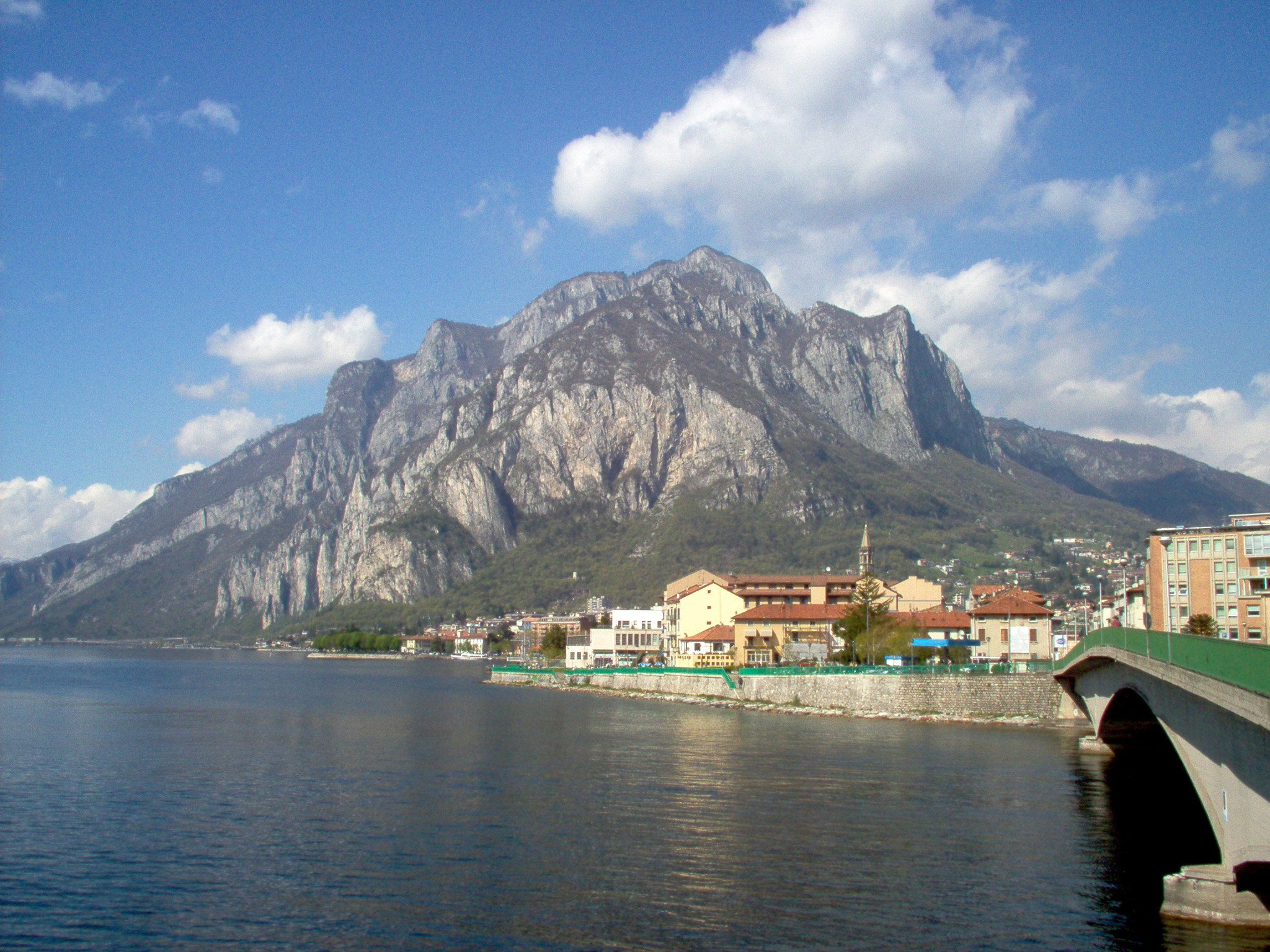
La chaîne des Grigne vue depuis Lecco.

Les principaux sommets de la chaîne des Grigne sont :
- la Grigna (2 409 m)
- le Pizzo della Pieve (2 257 m)
- la Grignetta (2 177 m)
- la Cima Palone (2 089 m)
- le Sasso Cavallo (1 923 m)
- le Mont Pilastro (1 823 m)
- le Mont Palagia (1 549 m)
- le Pizzi di Parlasco (1 500 m)
- le Mont Coltignone (1 479 m)
- le Monte di Lierna (1 253 m)
- le Zucco di Pissavacca (1 245 m)
- le Mont San Martino (1 090 m)

## Activités

### Alpinisme et spéléologie

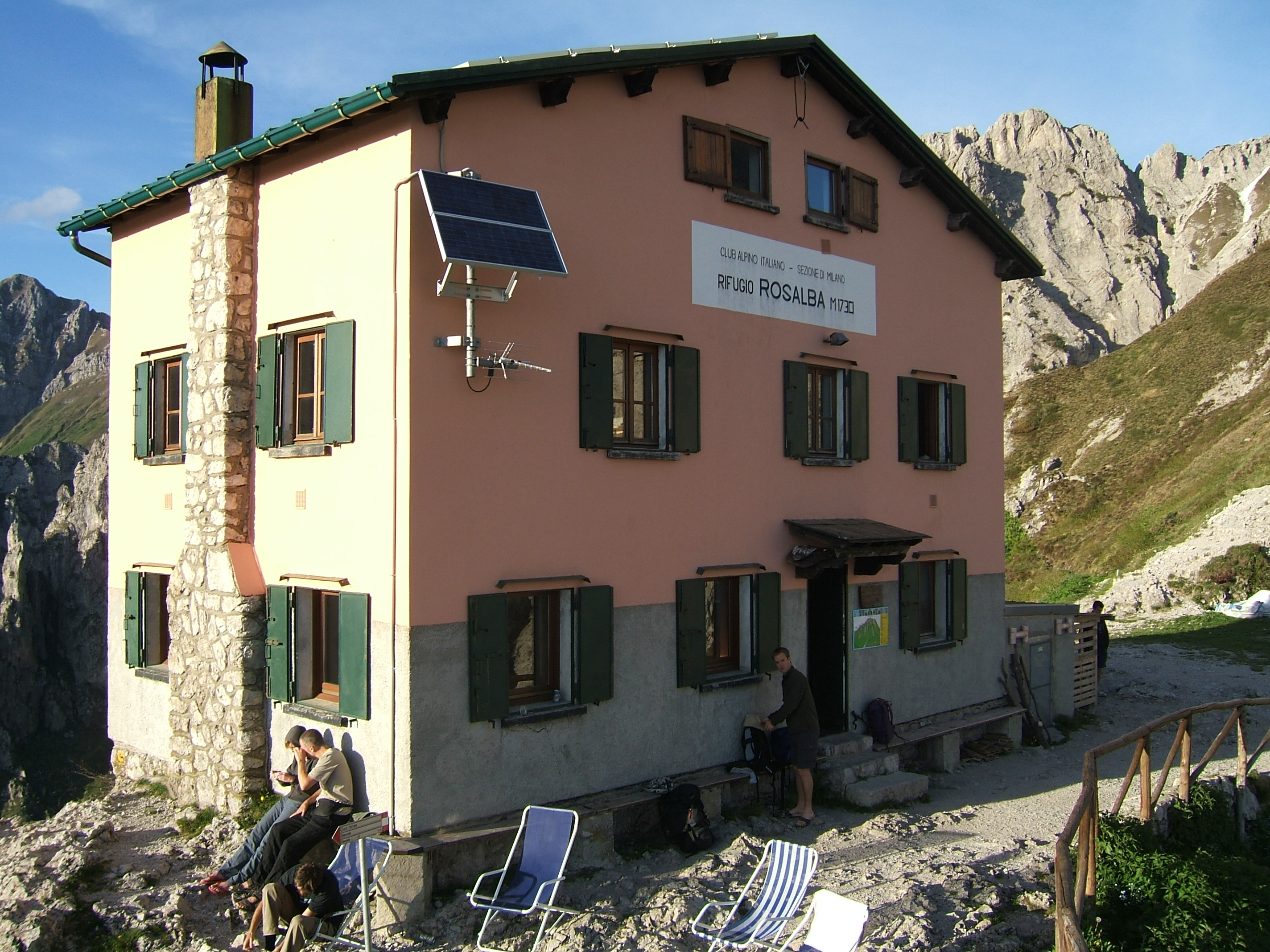
Le refuge de Rosalba.

Le massif sommital de la Grigna est renommé pour ses voies d'escalade et pour ses nombreux gouffres et cavernes, parmi lesquels le complexe de l'Alto Releccio, l’un des réseaux karstiques les plus profonds d'Italie, avec une profondeur de 1 313 mètres atteinte en 2015.
Plusieurs refuges facilitent la pratique de l'alpinisme, de la spéléologie, de la randonnée pédestre et d'autres activités de plein-air :
- le refuge Luigi Brioschi, aménagé non loin du sommet de la Grigna, un des refuges historiques des Préalpes lombardes, propriété du CAI de Milan ;
- le refuge Bietti à 1 719 mètres d'altitude, propriété du club d'alpinisme de Mandello, dans la vallée de Releccio ;
- le refuge Arnaldo Bogani, du club d'alpinisme de Monza, à 1 816 mètres d'altitude, sur le versant nord de la Grigna, entre le village de Bregaï et l’Alpe de Moncodeno, sur la commune d’Esino Lario ;
- le refuge Elisa dans le val Meria, au-dessus du village de Mandello à 1 515 mètres d'altitude, est propriété du club d'alpinisme de Mandello ;
- le refuge Pialeral, sur le versant Valsassine de la Grigna.

Plusieurs bivouacs sont également praticables, comme les Merlini, le bois de la Bassa, le Baitello de Manavello, etc.